# Lednica, Púchov
Lednica este o comună slovacă, aflată în districtul Púchov din regiunea Trenčín. Localitatea se află la altitudinea de 404 m deasupra n.m., se întinde pe o suprafață de 22,65 km2 și în 2017 număra 947 de locuitori. Se învecinează cu comuna Červený Kameň.

## Istoric
Localitatea Lednica este atestată documentar din 1259.

## Demografie
| An:                | 1994 | 2004   | 2014   | 2024   |
| ------------------ | ---- | ------ | ------ | ------ |
| Număr de persoane: | 1067 | 1015   | 965    | 894    |
| Diferență:         |      | −4,87% | −4,92% | −7,35% |

| An:                | 2023 | 2024   |
| ------------------ | ---- | ------ |
| Număr de persoane: | 908  | 894    |
| Diferență:         |      | −1,54% |